# Chiquilla
«Chiquilla» es el título de una canción compuesta de la banda española Seguridad Social, publicada en 1991.

## Descripción
La canción marca la transición del grupo desde las influencias punk y rock al terreno del pop comercial. Está considerado como el mayor éxito del grupo. Así lo han reconocido sus propios componentes, para los que Es la canción más importante de nuestra carrera e imprescindible en nuestros conciertos. En ella por primera vez nos alejamos del rock anglosajón y experimentamos con la rumba-rock. El líder del grupo, José Manuel Casañ, igualmente ha señalado con respecto al tema que sirvió para que pasáramos de ser un grupo prometedor a que ganáramos la Champions.
La canción llegó a número uno de Los 40 Principales la semana del 13 de julio de 1991.

## Versiones
En 2013 el tema fue interpretado por Raimundo Amador y Bunbury para el LP homenaje a Seguridad Social Por siempre jamas.
En el terreno de la imitación, cabría mencionar la realizada por el cómico Miki Nadal y el niño concursante Fran López en el Talent show de Antena 3, en España, Tu cara me suena, en la emisión de 2 de octubre de 2014.
En 2019 fue versionada por Miki Núñez, en el programa de La 1 de TVE La mejor canción jamás cantada.